# Chaetocraniopsis transandinum
Chaetocraniopsis transandinum är en tvåvingeart som beskrevs av Cortes 1980. Chaetocraniopsis transandinum ingår i släktet Chaetocraniopsis och familjen parasitflugor. Inga underarter finns listade i Catalogue of Life.